# گروه اوزل
گروه اوزل (انگلیسی: Özal Group) شرکت خوشه‌ای ترکیه‌ای است، که در زمینه ساخت‌وساز املاک و مستغلات، توسعه املاک و مستغلات، معماری و طراحی داخلی، ساخت سازه‌های فولادی و قالب‌های بتنی، احداث نیروگاه‌های زمین‌گرمایی و تولید مصالح ساختمانی فعالیت می‌نماید.
شرکت اوزل در سال ۲۰۰۸ توسط احمد اوزل راه‌اندازی شد. دفتر مرکزی این شرکت در شهر استانبول، ترکیه قرار دارد و اکثریت سهام آن در اختیار خانواده اوزل می‌باشد.